# Élections législatives de 1876 dans le Cantal
Les élections législatives de 1876 ont eu lieu les 20 février et 5 mars 1876.

## Résultats à l'échelle du département
| Partis         | Partis                                      | Premier tour | Premier tour | Deuxième tour | Deuxième tour | Sièges |
| Partis         | Partis                                      | Voix         | %            | Voix          | %             | Sièges |
| -------------- | ------------------------------------------- | ------------ | ------------ | ------------- | ------------- | ------ |
|                | Républicains conservateurs                  | 15 014       | 39,89        | 2 634         | 16,09         | 1      |
|                | Constitutionnels, Centre-droit, Orléanistes | 10 570       | 28,08        | 8 239         | 50,34         | 1      |
|                | Gauche républicaine, Républicains           | 6 801        | 18,07        |               |               | 1      |
|                | Union républicaine                          | 4 593        | 12,20        | 5 495         | 33,57         | 1      |
|                | Légitimistes                                | 636          | 1,69         |               |               | 0      |
|                |                                             |              |              |               |               |        |
| Inscrits       | Inscrits                                    | 57 705       | 100,00       | 22 853        | 100,00        | 4      |
| Votants        | Votants                                     |              |              | 16 421        | 71,85         |        |
| Abstentions    | Abstentions                                 |              |              | 6 432         | 28,15         |        |
| Blancs et nuls | Blancs et nuls                              |              |              | 53            | 0,32          |        |
| Exprimés       | Exprimés                                    | 37 640       |              | 16 368        | 99,68         |        |

## Résultats par arrondissement

### Arrondissement d'Aurillac
| Candidats      | Candidats      | Étiquette,                 | Premier tour | Premier tour |
| Candidats      | Candidats      | Étiquette,                 | Voix         | %            |
| -------------- | -------------- | -------------------------- | ------------ | ------------ |
|                | Raymond Bastid | Républicains conservateurs | 13 042       | 98,02        |
|                | Clout          | Centre-droit               | 263          | 1,98         |
|                |                |                            |              |              |
| Inscrits       | Inscrits       | Inscrits                   | 22 444       | 100,00       |
| Votants        | Votants        | Votants                    | 14 010       | 62,42        |
| Abstention     | Abstention     | Abstention                 | 8 434        | 37,58        |
| Blancs et nuls | Blancs et nuls | Blancs et nuls             | 705          | 5,03         |
| Exprimés       | Exprimés       | Exprimés                   | 13 305       | 94,97        |

### Arrondissement de Mauriac
| Candidats      | Candidats            | Étiquette,         | Premier tour | Premier tour | Deuxième tour | Deuxième tour |
| Candidats      | Candidats            | Étiquette,         | Voix         | %            | Voix          | %             |
| -------------- | -------------------- | ------------------ | ------------ | ------------ | ------------- | ------------- |
|                | Jules Excourbaniès   | Constitutionnel    | 4 627        | 46,87        | 5 191         | 48,58         |
|                | Jean-Jacques Durrieu | Union républicaine | 4 608        | 46,68        | 5 495         | 51,42         |
|                | Lalauze              | Légitimiste        | 636          | 6,44         |               |               |
|                |                      |                    |              |              |               |               |
| Inscrits       | Inscrits             | Inscrits           | 14 278       | 100,00       | 14 278        | 100,00        |
| Votants        | Votants              | Votants            | 10 731       | 75,16        | 10 731        | 75,16         |
| Abstention     | Abstention           | Abstention         | 3 547        | 24,84        | 3 592         | 25,16         |
| Blancs et nuls | Blancs et nuls       | Blancs et nuls     | 860          | 8,01         | 45            | 0,42          |
| Exprimés       | Exprimés             | Exprimés           | 9 871        | 91,99        | 10 686        | 99,58         |

### Arrondissement de Murat
| Candidats      | Candidats             | Étiquette,                           | Premier tour | Premier tour | Deuxième tour | Deuxième tour |
| Candidats      | Candidats             | Étiquette,                           | Voix         | %            | Voix          | %             |
| -------------- | --------------------- | ------------------------------------ | ------------ | ------------ | ------------- | ------------- |
|                | Antoine de Castellane | Orléaniste                           | 1 988        | 35,71        | 3 048         | 53,64         |
|                | Guillaume Teissèdre   | Républicains conservateurs           | 1 972        | 35,60        | 2 634         | 46,36         |
|                | Bonnet                | Constitutionnel, candidat catholique | 1 387        | 25,07        |               |               |
|                |                       |                                      |              |              |               |               |
| Inscrits       | Inscrits              | Inscrits                             | 8 579        | 100,00       | 8 575         | 100,00        |
| Votants        | Votants               | Votants                              |              |              | 5 690         | 66,36         |
| Abstention     | Abstention            | Abstention                           |              |              | 2 885         | 33,64         |
| Blancs et nuls | Blancs et nuls        | Blancs et nuls                       |              |              | 8             | 0,14          |
| Exprimés       | Exprimés              | Exprimés                             | 5 358        |              | 5 682         | 99,86         |

### Arrondissement de Saint-Flour
| Candidats      | Candidats      | Étiquette,          | Premier tour | Premier tour |
| Candidats      | Candidats      | Étiquette,          | Voix         | %            |
| -------------- | -------------- | ------------------- | ------------ | ------------ |
|                | Jean Oudoul    | Gauche républicaine | 6 801        | 74,69        |
|                | De Vaissière   | Centre-droit        | 2 305        | 25,31        |
|                |                |                     |              |              |
| Inscrits       | Inscrits       | Inscrits            | 12 404       | 100,00       |
| Votants        | Votants        | Votants             | 9 127        | 73,58        |
| Abstention     | Abstention     | Abstention          | 3 277        | 26,42        |
| Blancs et nuls | Blancs et nuls | Blancs et nuls      | 21           | 0,23         |
| Exprimés       | Exprimés       | Exprimés            | 9 106        | 99,77        |